# Абакаров, Зелимхан Арсенович
Зелимхан Арсенович Абакаров (род. 14 июля 1993, Хасавюрт, Дагестанская АССР) — албанский, а ранее российский борец вольного стиля, бронзовый призёр чемпионатов России 2018 и 2019 годов, победитель Кубка мира  2019 года, победитель Межконтинентального кубка по вольной борьбе, чемпион (2022) и бронзовый призёр (2023) чемпионатов мира. Двукратный серебряный призёр чемпионатов Европы, бронзовый призёр чемпионата Европы 2025 года, победитель и призёр международных турниров, мастер спорта России. Участник летних Олимпийских игр 2024 года в Париже, знаменосец сборной Албании на церемонии открытия Игр (первый чеченец, ставший олимпийским знаменосцем).

## Биография
Чеченец. Выступал в весовой категории до 61 кг. На внутрироссийских соревнованиях представлял Московскую область и Чечню. Тренировался под руководством З. Т. Хусейнова и Заслуженного тренера России А. Х. Маргиева. В сентябре 2021 года принял спортивное гражданство Албании.
В 2022 году завоевал золотые медали на Средиземноморских играх в Оране (в весе до 65 кг) и на чемпионате мира в Белграде (в весе до 57 кг). В финале чемпионата мира победил американского борца Томаса Гилмана.
Зелимхан Абакаров стал первым из борцов Албании чемпионом мира по вольной борьбе.
В 2023 году, выступая в весовой категории до 61 кг, на чемпионате Европы в Загребе завоевал серебряную медаль, проиграв в финале армянскому борцу Арсену Арутюняну. На чемпионате мира в Белграде стал бронзовым призёром в весовой категории до 57 кг.
В 2024 году, выступая в весовой категории до 61 кг, на чемпионате Европы в Бухаресте завоевал серебряную медаль, проиграв в финале российскому борцу Абасгаджи Магомедову.
На Олимпиаде Абакаров победил представителя Гвинеи-Бисау Диамантину Фафе, но затем проиграл индусу Аману Сехравату и выбыл из борьбы за медали.
В апреле 2025 года на чемпионате Европы в Братиславе в весовой категории до 61 кг завоевал бронзовую медаль. В схватке за третье место одолел соперника из Молдовы Леонида Колесника.

## Спортивные результаты
- Мемориал Али Алиева 2018 года — [8];
- Турнир на призы Александра Медведя 2018 года — [9];
- Межконтинентальный кубок по вольной борьбе 2017 — ;
- Чемпионат России по вольной борьбе 2018 — ;
- Чемпионат России по вольной борьбе 2019 — ;
- Кубок мира по вольной борьбе 2019 — ;
- Средиземноморские игры 2022 — ;
- Чемпионат мира по борьбе 2022 — ;
- Кубок мира по вольной борьбе 2022 (команда) — ;
- Чемпионат Европы по борьбе 2023 — ;
- Чемпионат мира по борьбе 2023 — ;
- Чемпионат Европы по борьбе 2024 — .
- Чемпионат Европы по борьбе 2025 — .